# Delarivier Manley
Pour les articles homonymes, voir Manley.

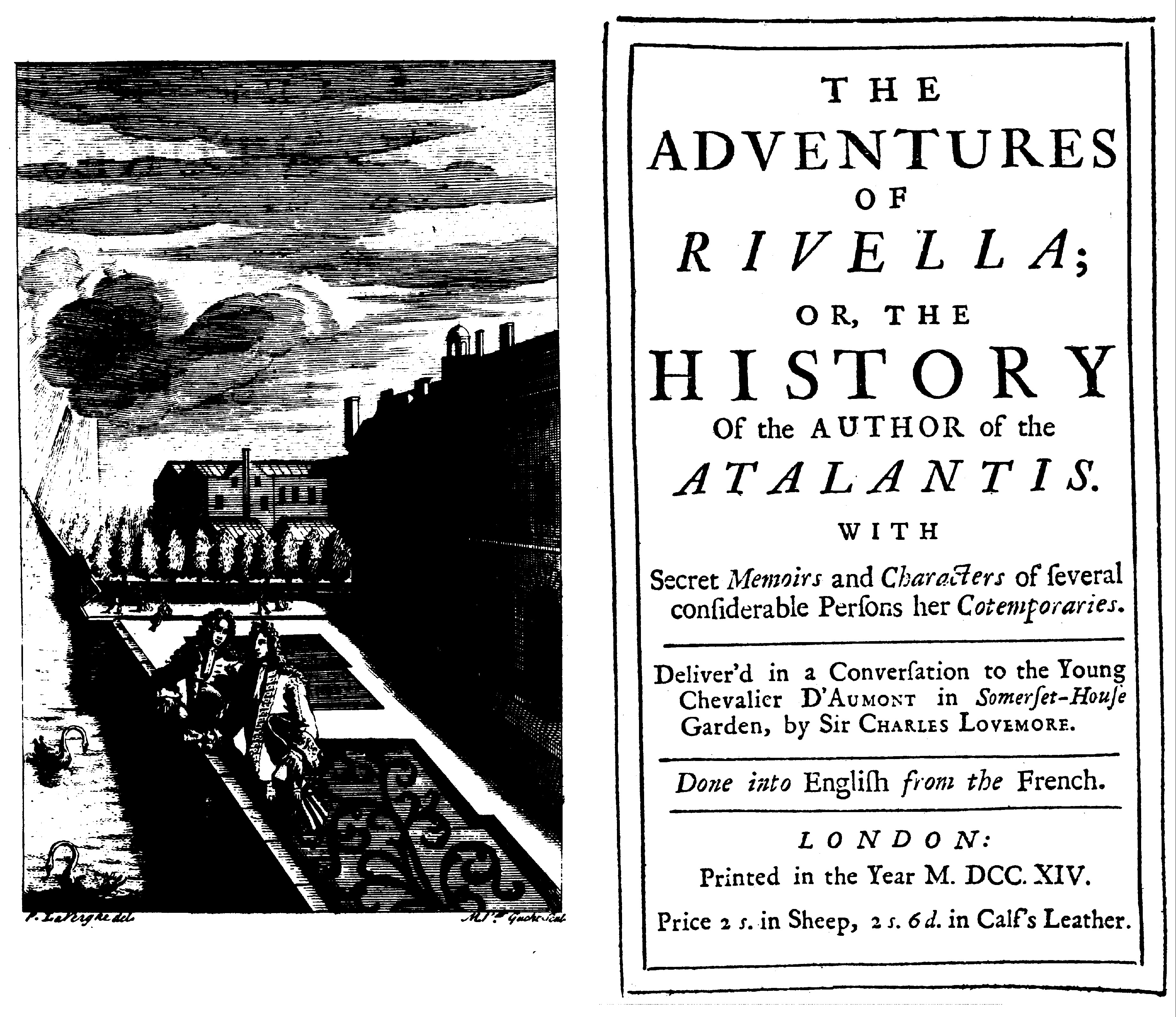
Page de titre de l'autobiographie à demi fictive de Delarivier Manley

Delarivier (écrit parfois Delariviere, Delarivière ou de la Rivière) Manley (1663 ou vers 1670–11 juillet 1724) était une écrivaine anglaise, qui écrivit des romans d'amour, des pièces de théâtre et des pamphlets politiques. Quelques sources anciennes lui ont rajouté comme prénom Mary, mais des études récentes ont montré que c'était une erreur, Mary étant le prénom d'une de ses sœurs. Elle-même employait Delarivier ou Delia pour parler d'elle.

## Biographie
Une grande partie de notre connaissance sur elle nous vient de l'insertion de Delia's story dans son New Atalantis (1709) et des Adventures of Rivella qu'elle publia en tant que biographie de l'auteur de l'Atalantis chez Edmund Curll en 1714. Curll rajouta des détails supplémentaires en 1725 à l'occasion de la première réédition posthume de cette autobiographie partiellement fictive et peu sûre.
Manley est née probablement à Jersey, la troisième de six enfants. Son père, Sir Roger Manley, était un officier royaliste et un historien. Sa mère, originaire des Pays-Bas espagnols, mourut quand Delarivier était jeune. Il semble qu'elle et sa sœur Cornelia se déplaçaient avec leur père au hasard de ses affectations. Ce dernier, qui avait des goûts littéraires, paraît ne pas s'être beaucoup occupé d'elles.
À la mort de leur père en 1687, les filles reçurent 200 £ et une part du reliquat des terres, ruinées par la guerre civile, et furent mises sous la tutelle de leur cousin, John Manley (1654–1713), le député tory de Bossiney en Cornouailles de 1701 à 1708 et de 1710 à 1713. John Manley entraîna Delarivier dans un faux mariage en s'unissant à elle, alors qu'il était déjà marié avec une héritière cornique toujours en vie. Ils eurent un fils en 1691, appelé aussi John. En janvier 1694, Manley quitta son mari et partit vivre chez Barbara Palmer, 1re duchesse de Cleveland, qui fut un temps la maîtresse de Charles II. Elle n'y resta que six mois, expulsée par la duchesse sous le prétexte qu'elle avait flirté avec son fils.
Pendant la période 1694–1696, Manley voyagea dans toute l'Angleterre, principalement dans le sud-ouest. Il est probable qu'elle s'était alors réconciliée pour un temps avec son mari. En 1696, elle publia un volume de lettres Letters written by Mrs Manley, et elle écrivit deux pièces de théâtre. La première est une comédie intitulée The Lost Lover, or, The Jealous Husband (1696), écrite en sept jours et jouée sans grand succès au théâtre de Drury Lane. La seconde est une tragédie, intitulée The Royal Mischief, lancée au Lisle's Tennis Court par Betterton, qui eut un sort plus heureux et où Elizabeth Barry se distingua.

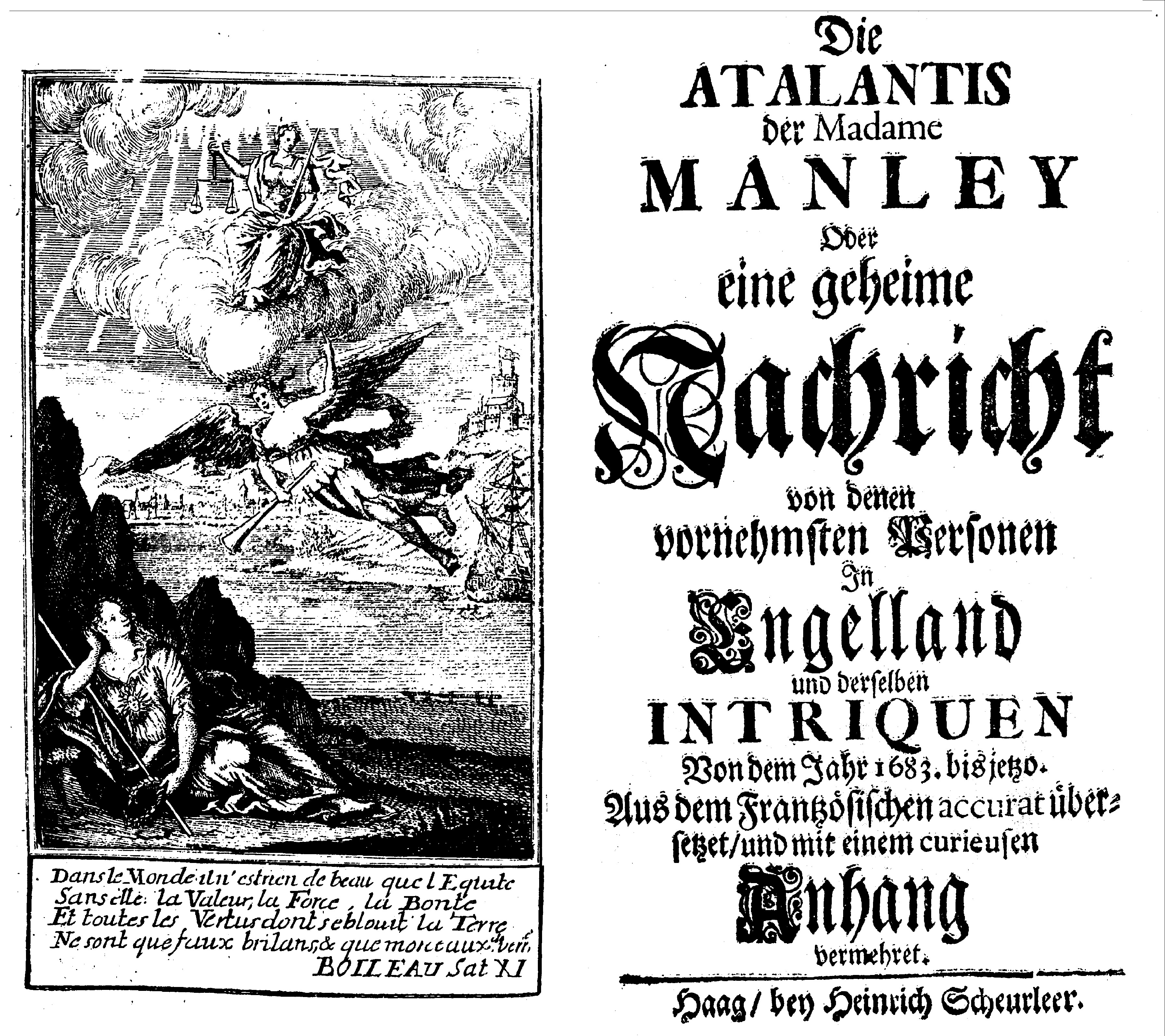
Édition allemande de lAtalantis de Manley, 1713

Sa carrière d'auteure politique commença avec la publication de son New Atalantis en 1709, un ouvrage qui déplaçait la vie politique britannique du moment sur une île fabuleuse de la Méditerranée. Elle jeta le discrédit sur la moitié de l'arène politique Whig, comme John Churchill, qui, dit-elle, avait commencé sa carrière à la cour dans le lit de Barbara Villiers, la maîtresse royale d'alors. Mise en liberté sous caution le 5 novembre 1709, Manley fut interrogée par le comte de Sunderland en prévision d'un procès en diffamation contre elle. Manley répondit aux autorités que ses allégations faisaient partie d'une œuvre entièrement fictive. Les Whigs qui se sentaient offensés devaient donc prouver qu'elle avait vraiment raconté leurs propres histoires. Aussi un accord tacite sur le caractère fictif de son œuvre fut jugé préférable, et elle fut relaxée par la cour le 13 février 1710, ce qui lui permit de poursuivre et de publier un autre volume de l'Atalantis et deux autres des Memoirs of Europe, dont le titre complet est Mémoires de l'Europe vers la fin du VIIIe siècle, écrits par Eginardus, secrétaire et favori de Charlemagne, rendu en anglais par le traducteur de New Atalantis. Ce dernier ouvrage dut trouver un cadre fictif différent afin de permettre une scène européenne plus large. Les éditions ultérieures des Memoirs furent vendues comme les volumes 3 et 4 de l'Atalantis. L'Atalantis n'était pas seulement un ouvrage attractif capable d'absorber les Memoirs, il suscita plusieurs imitations et persuada les éditeurs de vendre le Secret History of Queen Zarah, un ouvrage anonyme, apparu quatre ans auparavant, comme un appendice du New Atalantis.
En 1714, Manley faillit subir la désagréable expérience de devenir le sujet d'un texte biographique, rédigé par Charles Gildon. Curll, l'éditeur prévu par Gildon, prévint Manley de ce qui se préparait. Elle contacta Gildon et proposa un arrangement : elle écrirait le livre en question elle-même dans un certain laps de temps. Le résultat fut son Adventures of Rivella, une histoire qui se développe entre deux protagonistes : le jeune chevalier D'Aumont a quitté la France pour avoir une relation sexuelle avec l'auteure, il trouve un amant rejeté et un ami, qui lui offre non seulement son aide pour établir le contact, mais aussi l'histoire de la vie de l'auteure, que seuls ses amis connaissent. 
Manley rejoignit temporairement Jonathan Swift comme coauteure de l'Examiner. Son dernier ouvrage majeur, The Power of Love in Seven Novels (Londres: J. Barber/ J. Morphew, 1720) est une version révisée d'une sélection de nouvelles, publiées originellement dans Palace of Pleasure well furnished with pleasaunt Histories and excellent Novelles (1566) de William Painter.

## Accueil
À partir de 1714, Delarivier Manley tira profit de sa personnalité sulfureuse. Son faux mariage passé, ses innombrables querelles, son obésité, sa posture politique devinrent des sujets qu'elle vendait à l'occasion des constants changements de sa renommée, qu'elle allait soi-disant subir. Elle ne connut apparemment aucun problème jusqu'aux années 1740 : elle fut traduite en français et en allemand au début du XVIIIe siècle et fut éditée de nombreuses fois en anglais. En 1712, dans sa Boucle de cheveux enlevée, Alexander Pope fit la satire de l'éternelle réputation qu'elle allait avoir, et qui durerait « tant que l'Atalantis serait lu ». En 1717, elle publia sa dernière pièce Lucius, the First Christian King of Britain, qui fut jouée le 11 mai au théâtre de Drury Lane. Elle dédia cette pièce à Richard Steele en s'excusant de ses précédentes attaques contre lui.
Sa réputation et son statut d'auteure commencèrent à changer dans les premières décennies du XVIIIe siècle, aboutissant à des diffamations manifestes au XIXe siècle et au début du XXe siècle : Manley devint une auteure scandaleuse, une de celles qui ne méritaient pas de continuer à être lues, ainsi que le dit John J. Richetti pas plus tard qu'en 1969. 
Elle mourut le 11 juillet 1724 à Lambeth Hill à l'imprimerie d'Alderman Barber, dont elle fut la maîtresse pendant des années. Elle fut enterrée le 14 juillet à St. Benet's, Paul's Wharf. Elle laissa les manuscrits d'une tragédie intitulée The Duke of Somerset et d'une comédie The Double Mistress.
Le regain actuel d'intérêt commença grâce à l'édition novatrice de ses œuvres par Patricia Köster. L'édition la plus accessible de l'Atalantis est celle de Ros Ballaster chez Penguin Classic, qui fit connaître plus largement Manley auprès des étudiants de la littérature du XVIIIe siècle. Janet Todd, Catherine Gallagher et Ros Ballaster donna à Manley un éclairage de proto-féministe. A Woman of No Character. An Autobiography of Mrs. Manley (Londres, 1986) de Fidelis Morgan, refit un portrait plus cohérent d'elle à partir des informations (auto-)biographiques  disponibles.
On a attribué à tort à Delarivier Manley The Secret History of Queen Zarah (1705). Le premier doute fut émis dans l'édition de ses œuvres par Patricia Köster, qui contient toujours ce titre. En 2001, Olaf Simons rejeta catégoriquement cette attribution après avoir relu l'ensemble des nouvelles de l'Atalantis. En 2004, J. Alan Downie alla encore plus loin en attribuant cette œuvre à un certain docteur Joseph Browne, un obscur pamphlétaire, qui connut deux fois le pilori pour cette activité, et qui participa épisodiquement à l'Examiner.

## Œuvres
- Letters written by Mrs Manley (1696)
- The Lost Lover or The Jealous Husband (1696), comédie
- The Royal Mischief (1696), tragédie
- Almyna, or the Arabian Vow (1707), tragédie
- The New Atalantis|Secret Memoirs and Manners of Several Persons of Quality of Both Sexes, from the new Atlantis, an island in the Mediterranean (1709), une satire dans laquelle des grandes libertés sont prises avec des notables whigs
- Memoirs of Europe towards the Close of the Eighth Century. Written by Eginardus (1710)
- The Adventures of Rivella, or the History of the Author of The New Atalantis (1714)
- Lucius, the First Christian King of Britain (1717)
- Delarivier Manley revising William Painter: The Power of Love in Seven Novels (Londres, J. Barber/ J. Morphew, 1720).

Elle s'occupa aussi de la rédaction de l'Examiner de Jonathan Swift, où elle joua avec les noms et leurs orthographes. Elle fut un journaliste politique efficace et sans tabou.

## Traductions en français
- L'Atlantis de Mme Manley, traduit de l'anglais, contenant les intrigues politiques et amoureuses de la noblesse de cette île. Selon la copie imprimée à Londres chez J. Morphew, 1713
- La Conduite du duc d'Ormond pendant la campagne de 1712. En Flandre. Où l'on voit par les lettres des lords Oxford & Bulingbrokek, & des généraux Villars & Ormond toute l'intrigue du dernier ministére d'Angleterre, traduit de l'anglois, La Haye, chez Henri Scheurleer, 1715